# Rudolf Wagner-Régeny
Rudolf Wagner-Régeny (Reghin, 28 agosto 1903 – Berlino, 18 settembre 1969) è stato un musicista rumeno naturalizzato tedesco nel 1930.
Aderì tiepidamente al nazismo, ma, nel 1941, la sua opera Johanna Balk fece infuriare Joseph Goebbels, che lo arruolò nell'esercito del Reich.
Wagner-Régeny trascorse la seconda guerra mondiale come burocrate militare e ne sopravvisse indenne. Ancora compositore di Prometheus (1959), collaborò anche con Bertolt Brecht.